# Фабретти, Рафаэль
Рафаэль Фабретти (итал. Raffaele Fabretti; 1618 — 7 января 1700) — итальянский историк и археолог. Был хранителем архивов замка св. Ангела.

## Биография
Он родился в Урбино в Марке, изучал право в Кальи и Урбино, где получил докторскую степень в возрасте восемнадцати лет.

## Труды
Написал несколько прекрасных работ по археологии: лат. «De aquis et aqueductibus vereris Romae» (1680). лат. «Syntagma de columna Traiana» (1683), о барельефах Капитолийского музея, изображающих сцены из Троянской войны, о подземном канале, прорытом императором Клавдием для стока воды Фуцинского озера; о надписях в римских катакомбах — лат. «Inscriptionum antiquarum descriptio» (1699) и др.